# Grouz 200
Pour les articles homonymes, voir Cargaison 200.
Grouz 200 (en russe : Груз 200, « Cargaison 200 ») est un code militaire utilisé en Union soviétique puis dans les États post-soviétiques, faisant référence au transport des pertes militaires. Il désigne un soldat tué au combat.
Ce terme est principalement un terme d'argot militaire faisant spécifiquement référence aux corps de soldats contenus dans des cercueils en zinc prévus pour transport aérien. Par abus de langage, le code désigne tous les morts évacués d'un champ de bataille. C'est aussi devenu un euphémisme désignant des pertes irréversibles de troupes durant un conflit.

## Histoire

### Origine
Le code est utilisé au milieu des années 1980 durant la guerre menée par l'URSS en Afghanistan. Une hypothèse est qu'il provient de l'ordre n° 200 du ministère de la Défense de l'URSS, publié le 8 octobre 1984. Par coïncidence, il correspondrait aussi au poids maximal standardisé prévu pour le transport par avion du corps d'un soldat mort, 200 kg.

### Usage en Ukraine
Le code est utilisé durant la guerre russo-ukrainienne depuis 2014, et en particulier depuis l'invasion de l'Ukraine par la Russie à partir de février 2022. Il est employé tant par l'Ukraine que par la Russie,.

## Dans la culture populaire
Le code « cargaison 200 » est réutilisé par le cinéaste russe Alekseï Balabanov et devient le titre d'un film de 2007.